# Ла-Вікторія-де-Асентехо
Ла-Вікторія-де-Асентехо (ісп. La Victoria de Acentejo) — муніципалітет в Іспанії, у складі автономної спільноти Канарські острови, у провінції Санта-Крус-де-Тенерифе, на острові Тенерифе. Населення — 9042 особи (2010).
Муніципалітет розташований на відстані близько 1770 км на південний захід від Мадрида, 21 км на захід від Санта-Крус-де-Тенерифе.
На території муніципалітету розташовані такі населені пункти: (дані про населення за 2010 рік)
- Лос-Альтос - Арройос: 1444 особи
- Бахос-і-Тагоро: 3319 осіб
- Ла-Ресбала: 923 особи
- Ла-Вера-Карріль: 949 осіб
- Ла-Вікторія-де-Асентехо: 2407 осіб

## Демографія
Динаміка населення (INE ):

## Галерея зображень

Розташування муніципалітету на острові Тенерифе